# Austrogramme decipiens
Austrogramme decipiens är en kantbräkenväxtart som först beskrevs av Georg Heinrich Mettenius, och fick sitt nu gällande namn av Elbert Hennipman. Austrogramme decipiens ingår i släktet Austrogramme och familjen Pteridaceae. Inga underarter finns listade.